# Harlaston
Harlaston est un village et une paroisse civile du Staffordshire, en Angleterre. Il est situé dans le sud-est du comté, sur la rivière Mease (en), à environ 8 km au nord de la ville de Tamworth. Administrativement, il relève du district de Lichfield. Au recensement de 2011, il comptait 394 habitants.